# Diatraea evanescens
Diatraea evanescens là một loài bướm đêm trong họ Crambidae.